# CasaNova Vienna

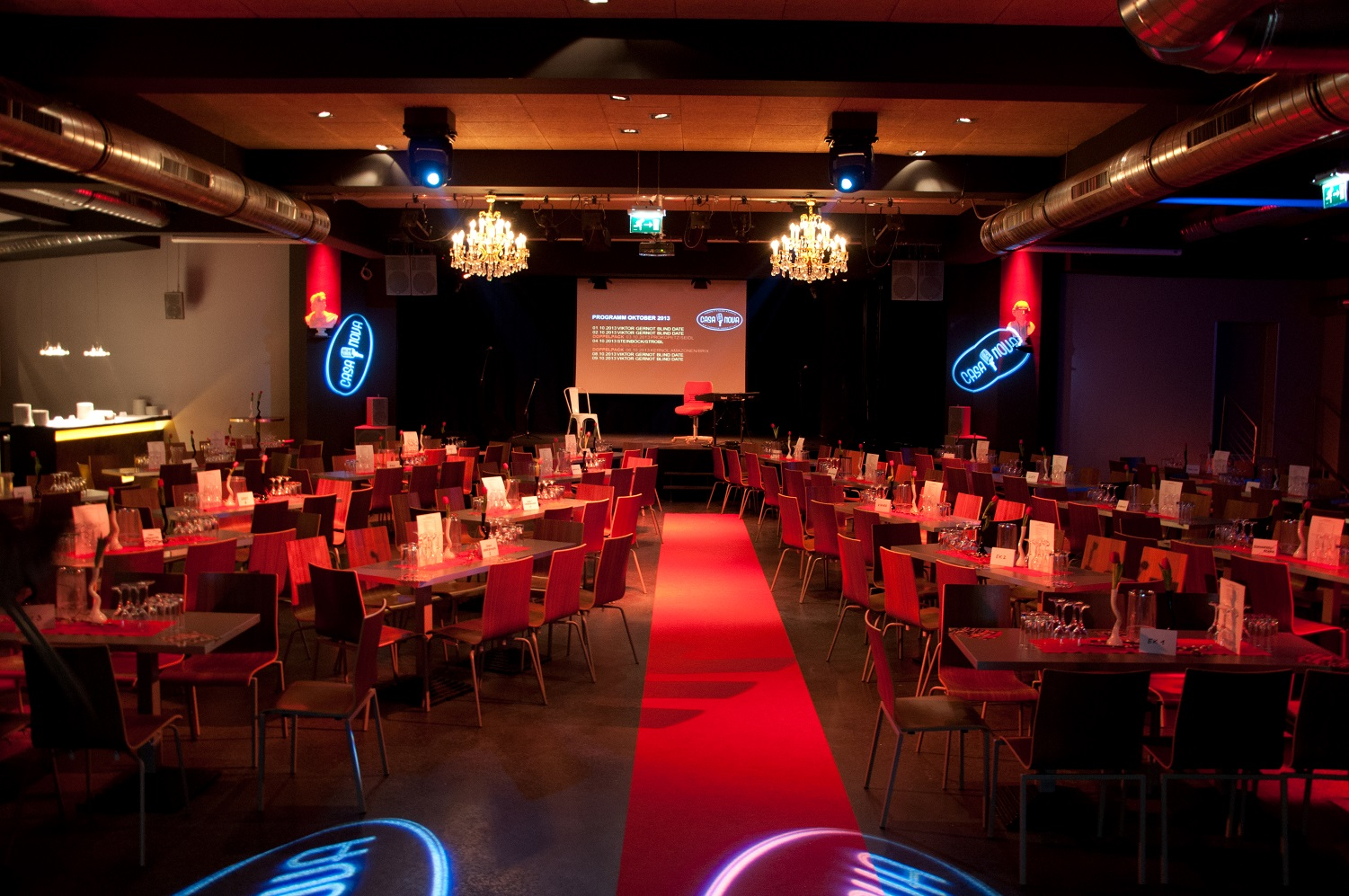
Blick auf die Bühne des CasaNova Vienna

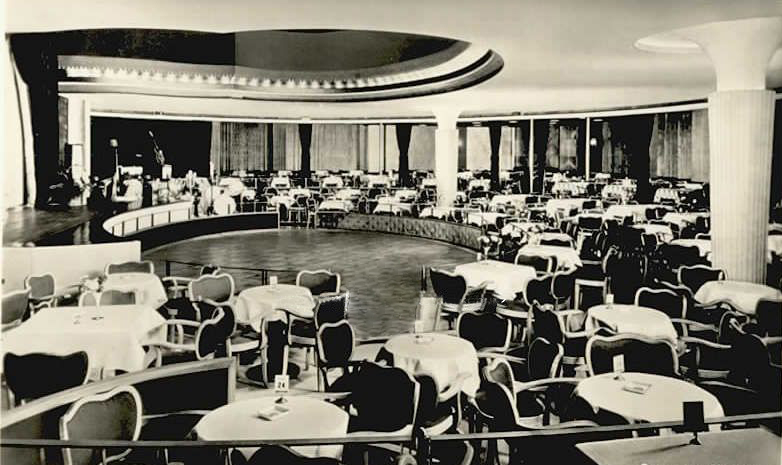
Historische Ansicht der Casanova Revue Bar

Das CasaNova Vienna ist eine Kabarett- und Veranstaltungsbühne im 1. Wiener Gemeindebezirk Innere Stadt, die aus der ersten Wiener Revue-Bar, dem Casanova aus den 1920er-Jahren, hervorgegangen ist und in der Vergangenheit zahlreiche nationale und internationale Stars zu Gast hatte. Die amerikanisch-französische Sängerin und Tänzerin Josephine Baker stand 1958 hier genauso auf der Bühne wie die Doppel-Conférenciers Karl Farkas/Ernst Waldbrunn sowie Hugo Wiener. Einige Szenen des Kinofilms Der dritte Mann mit Orson Welles unter der Regie von Carol Reed aus dem Jahr 1949 wurden ebenfalls hier gedreht.
Bis zum Jahr 2006 fanden hier unter dem Titel Casanova Line regelmäßig Clubbings unter der Führung des Betreibers Johann Hirschhofer statt. 2011 übernahmen Harry Diem und Martin Reiter das Lokal und bauten es zu einer modernen Kleinkunstbühne mit 240 Sitzplätzen aus, die im September 2013 wiedereröffnet wurde.
Junge Talente der Kleinkunstszene finden mit dem 2015 geschaffenen Format StartRampe eine Möglichkeit, sich erstmals in professionellem technischen Rahmen einem größeren Publikum zu präsentieren und sich mit etablierten Künstlern auszutauschen.
Der ORF zeichnet gelegentlich Kleinkunstaufführungen im CasaNova Vienna auf.